# Montségur-sur-Lauzon
Montségur-sur-Lauzon là một xã thuộc tỉnh Drôme trong vùng Auvergne-Rhône-Alpes ở đông nam nước Pháp. Xã Montségur-sur-Lauzon nằm ở khu vực có độ cao từ 112-297 mét trên mực nước biển.